# لیگ برتر فوتبال سوریه
لیگ برتر سوریه (به عربی: دوري المحترفين السوري) لیگ برتر فوتبال در کشور سوریه است و بالاترین سطح مسابقات باشگاهی فوتبال سوریه محسوب می‌شود. ۱۲ باشگاه در این مسابقات باهم رقابت می‌کنند.
الجیش با ۱۷ قهرمانی پرافتخارترین تیم این مسابقات به شمار می‌رود و همچنین فصل ۲۰۲۰-۲۰۱۹ این مسابقات با قهرمانی تیم تشرین برای سومین بار در تاریخ این مسابقات به پایان رسید.

## قهرمانان گذشته
لیستی از تمام قهرمانان از فصل ۶۷-۱۹۶۶ تاکنون:
| - ۱۹۶۶-۶۷: الاتحاد - ۱۹۶۷-۶۸: الاتحاد - ۱۹۶۸-۶۹: بردی - ۱۹۶۹-۷۰: بردی - ۱۹۷۰-۷۱: بدون قهرمان - ۱۹۷۱-۷۲: بدون قهرمان - ۱۹۷۲-۷۳: الجیش - ۱۹۷۳-۷۴: بدون قهرمان - ۱۹۷۴-۷۵: الکرامه - ۱۹۷۵-۷۶: الجیش - ۱۹۷۶-۷۷: الاتحاد - ۱۹۷۷-۷۸: بدون قهرمان - ۱۹۷۸-۷۹: الجیش - ۱۹۷۹-۸۰: الشرطه - ۱۹۸۰-۸۱: بدون قهرمان - ۱۹۸۱-۸۲: تشرین | - ۱۹۸۲-۸۳: الکرامه - ۱۹۸۳-۸۴: الکرامه - ۱۹۸۴-۸۵: الجیش - ۱۹۸۵-۸۶: الجیش - ۱۹۸۶-۸۷: جبله - ۱۹۸۷-۸۸: جبله - ۱۹۸۸-۸۹: جبله - ۱۹۸۹-۹۰: الفتوه - ۱۹۹۰-۹۱: الفتوه - ۱۹۹۱-۹۲: الحریه - ۱۹۹۲-۹۳: الاتحاد - ۱۹۹۳-۹۴: الحریه - ۱۹۹۴-۹۵: الاتحاد - ۱۹۹۵-۹۶: الکرامه - ۱۹۹۶-۹۷: تشرین - ۱۹۹۷-۹۸: الجیش | - ۱۹۹۸-۹۹: الجیش - ۱۹۹۹-۰۰: جبله - ۲۰۰۰-۰۱: الجیش - ۲۰۰۱-۰۲: الجیش - ۲۰۰۲-۰۳: الجیش - ۲۰۰۳-۰۴: الوحده - ۲۰۰۴-۰۵: الاتحاد - ۲۰۰۵-۰۶: الکرامه - ۲۰۰۶-۰۷: الکرامه - ۲۰۰۷-۰۸: الکرامه - ۲۰۰۸-۰۹: الکرامه - ۲۰۰۹-۱۰: الجیش - ۲۰۱۰-۱۱: معلق - ۲۰۱۱-۱۲: الشرطه - ۲۰۱۲-۱۳: الجیش - ۲۰۱۳-۱۴: الوحده |

## قهرمانی‌ها

### باشگاه‌ها
تعداد قهرمانی های باشگاه های فوتبال سوریه در لیگ برتر این کشور:
| باشگاه  | قهرمانی‌ها |
| ------- | --------- |
| الجیش   | ۱۲        |
| الکرامه | ۸         |
| الاتحاد | ۶         |
| جبله    | ۴         |
| بردی    | ۲         |
| الفتوه  | ۲         |
| الحریه  | ۲         |
| تشرین   | ۲         |
| الشرطه  | ۲         |
| الوحده  | ۲         |